# 高士鵬
高士鵬（1851年10月24日—？年），字雲程，號蔭棠，陝西省城固縣人，同治十二年（1873年）拔貢，光緒二十三年（1897年）署任四川鄰水縣知縣，勤政愛民，任滿士民立長生牌於清風亭，並豎「愛士勤民」德政碑。歷任犍為、中江、德陽等縣知縣。